# نيك 13
نيك 13 (بالإنجليزية: Nick 13)‏ هو مغن مؤلف ومغني أمريكي، ولد في 1975 في سان خوسيه في الولايات المتحدة.

## وصلات خارجية
- نيك 13 على موقع IMDb (الإنجليزية)
- نيك 13 على موقع ميوزك برينز (الإنجليزية)
- نيك 13 على موقع أول ميوزيك (الإنجليزية)
- نيك 13 على موقع ديسكوغز (الإنجليزية)
- نيك 13 على موقع قاعدة بيانات الفيلم (الإنجليزية)